# NGC 1547
NGC 1547 je galaksija u zviježđu Eridanu.

## Vanjske poveznice
- SEDS: NGC 1547